# Eishockey-Eredivisie (Niederlande) 1983/84
Die Saison 1983/84 war die 24. Spielzeit der Eredivisie, der höchsten niederländischen Eishockeyspielklasse. Meister wurden zum ersten Mal in der Vereinsgeschichte überhaupt die Nijmegen Tigers.

## Modus
In der Hauptrunde absolvierte jede der sechs Mannschaften insgesamt zehn Spiele. Alle sechs Mannschaften qualifizierten sich für das Playoff-Halbfinale, dessen drei Sieger in einer Finalrunde den Meister ausspielten. Für einen Sieg erhielt jede Mannschaft zwei Punkte, bei einem Unentschieden gab es einen Punkt und bei einer Niederlage null Punkte.

## Hauptrunde

### Tabelle
|    | Klub                     | Sp | S | U | N | T  | GT | Punkte |
| -- | ------------------------ | -- | - | - | - | -- | -- | ------ |
| 1. | Heerenveen Flyers        | 10 | 8 | 0 | 2 | 65 | 36 | 16     |
| 2. | Nijmegen Tigers          | 10 | 7 | 0 | 3 | 52 | 30 | 14     |
| 3. | Tilburg Trappers         | 10 | 6 | 0 | 4 | 52 | 37 | 12     |
| 4. | Amstel Tijgers Amsterdam | 10 | 5 | 0 | 5 | 48 | 39 | 10     |
| 5. | G.IJ.S. Groningen        | 10 | 3 | 0 | 7 | 39 | 65 | 6      |
| 6. | Eaters Geleen            | 10 | 1 | 0 | 9 | 38 | 87 | 2      |

Sp = Spiele, S = Siege, U = Unentschieden, N = Niederlagen

## Playoffs

### Halbfinale
- Heerenveen Flyers – Eaters Geleen 2:0 Siege
- Nijmegen Tigers – G.IJ.S. Groningen 2:0 Siege
- Tilburg Trappers – Amstel Tijgers Amsterdam 2:1 Siege

### Finalrunde
|    | Klub              | Sp | S | U | N | T  | GT | Punkte |
| -- | ----------------- | -- | - | - | - | -- | -- | ------ |
| 1. | Nijmegen Tigers   | 8  | 6 | 0 | 2 | 49 | 25 | 12     |
| 2. | Heerenveen Flyers | 8  | 4 | 0 | 4 | 38 | 48 | 8      |
| 3. | Tilburg Trappers  | 8  | 2 | 0 | 6 | 34 | 48 | 4      |

Sp = Spiele, S = Siege, U = Unentschieden, N = Niederlagen